# Late Night Alumni
Late Night Alumni est un groupe de house music américain, composé de Ryan Raddon, Finn Bjarnson, John Hancock et la chanteuse Becky Jean Williams. Formé en 2003, il se caractérise par un mélange de dance/house et de downtempo. Une musique avec pour thème une voix douce (parfois en échos) sur un beat régulier et binaire typiquement house. Le groupe prend parfaitement sa place dans le chill-out.

## Albums
- Empty Streets, sorti en septembre 2005, a sans doute été l'un de leurs plus grands succès, notamment avec les singles "Beautiful" et "Empty Streets", souvent intégrés à des compilations Chill-Out et Lounge.
- Of Birds, Bees, Butterflies, Etc., sorti en février 2010, a été lui aussi un succès avec le single "Finally Found".
- Haunted sorti le 8 février 2011. Des extraits sont disponibles sur différentes plateformes de streaming vidéo. Les singles sont nommés : "This is Why", "Moonwalking", "It's not Happening". Ils sont dans la même lignée que les titres du second album quoique plus orientés balade / pop-music.

Peu après la sortie du premier album, Hed Kandi a racheté l'album pour Ministry Of Sound, un des labels majeurs d'Europe en musique électronique.